# Koroki Shinzo
Koroki Shinzo (興梠 慎三 Kōroki Shinzō, sinh ngày 31 tháng 7 năm 1986 ở Miyazaki, Miyazaki, Nhật Bản) là một cầu thủ bóng đá người Nhật Bản. Anh là một tiền đạo tốc độ hiện tại thi đấu cho đội bóng J. League Urawa Red Diamonds.

## Sự nghiệp
Koroki ra mắt đội tuyển quốc gia ngày 9 tháng 10 năm 2008 trong trận giao hữu trước UAE.

## Thống kê sự nghiệp câu lạc bộ
Tính đến trận đấu diễn ra ngày 21 tháng 4 năm 2018
| Thành tích câu lạc bộ | Thành tích câu lạc bộ | Thành tích câu lạc bộ | Giải vô địch | Giải vô địch | Cúp                   | Cúp                   | Cúp Liên đoàn | Cúp Liên đoàn | Châu lục | Châu lục  | Khác    | Khác      | Tổng cộng | Tổng cộng |
| Mùa giải              | Câu lạc bộ            | Giải vô địch          | Số trận      | Bàn thắng    | Số trận               | Bàn thắng             | Số trận       | Bàn thắng     | Số trận  | Bàn thắng | Số trận | Bàn thắng | Số trận   | Bàn thắng |
| Nhật Bản              | Nhật Bản              | Nhật Bản              | Giải vô địch | Giải vô địch | Cúp Hoàng đế Nhật Bản | Cúp Hoàng đế Nhật Bản | Cúp Liên đoàn | Cúp Liên đoàn | AFC      | AFC       | Khác1   | Khác1     | Tổng cộng | Tổng cộng |
| --------------------- | --------------------- | --------------------- | ------------ | ------------ | --------------------- | --------------------- | ------------- | ------------- | -------- | --------- | ------- | --------- | --------- | --------- |
| 2005                  | Kashima Antlers       | J1 League             | 8            | 0            | 0                     | 0                     | 4             | 1             | –        | –         | –       | –         | 12        | 1         |
| 2006                  | Kashima Antlers       | J1 League             | 10           | 0            | 2                     | 0                     | 10            | 0             | –        | –         | –       | –         | 22        | 0         |
| 2007                  | Kashima Antlers       | J1 League             | 22           | 6            | 3                     | 0                     | 7             | 0             | –        | –         | –       | –         | 32        | 6         |
| 2008                  | Kashima Antlers       | J1 League             | 29           | 8            | 2                     | 0                     | 2             | 0             | 7        | 2         | –       | –         | 40        | 10        |
| 2009                  | Kashima Antlers       | J1 League             | 32           | 12           | 3                     | 1                     | 2             | 0             | 6        | 3         | 1       | 1         | 44        | 17        |
| 2010                  | Kashima Antlers       | J1 League             | 31           | 8            | 5                     | 2                     | 2             | 1             | 6        | 2         | 1       | 0         | 45        | 13        |
| 2011                  | Kashima Antlers       | J1 League             | 31           | 4            | 3                     | 1                     | 3             | 1             | 6        | 3         | 1       | 0         | 44        | 9         |
| 2012                  | Kashima Antlers       | J1 League             | 30           | 11           | 5                     | 1                     | 8             | 3             | –        | –         | 1       | 0         | 44        | 15        |
| 2013                  | Urawa Red Diamonds    | J1 League             | 33           | 13           | 0                     | 0                     | 4             | 5             | 5        | 1         | –       | –         | 42        | 19        |
| 2014                  | Urawa Red Diamonds    | J1 League             | 31           | 12           | 1                     | 2                     | 5             | 0             | –        | –         | –       | –         | 37        | 14        |
| 2015                  | Urawa Red Diamonds    | J1 League             | 26           | 12           | 4                     | 3                     | 0             | 0             | 2        | 1         | –       | –         | 32        | 16        |
| 2016                  | Urawa Red Diamonds    | J1 League             | 32           | 15           | 1                     | 1                     | 5             | 3             | 8        | 2         | 2       | 1         | 48        | 22        |
| 2017                  | Urawa Red Diamonds    | J1 League             | 33           | 20           | 1                     | 0                     | 1             | 1             | 12       | 4         | 1       | 1         | 48        | 26        |
| 2018                  | Urawa Red Diamonds    | J1 League             | 9            | 4            | 0                     | 0                     | 1             | 2             | 0        | 0         | 0       | 0         | 10        | 6         |
| Tổng cộng sự nghiệp   | Tổng cộng sự nghiệp   | Tổng cộng sự nghiệp   | 357          | 125          | 30                    | 11                    | 54            | 17            | 52       | 18        | 7       | 3         | 500       | 174       |

1Bao gồm Siêu cúp Nhật Bản, J. League Championship và Giải bóng đá vô địch Suruga Bank.

## Thống kê sự nghiệp đội tuyển quốc gia

### Số lần ra sân trong các giải đấu lớn
| Đội bóng | Giải đấu                                     | Thể loại | Số trận | Số trận | Bàn thắng | Thành tích đội bóng |
| Đội bóng | Giải đấu                                     | Thể loại | Start   | Sub     | Bàn thắng | Thành tích đội bóng |
| -------- | -------------------------------------------- | -------- | ------- | ------- | --------- | ------------------- |
| Nhật Bản | Vòng loại giải vô địch bóng đá thế giới 2010 | ĐTQG     | 0       | 2       | 0         | Vào vòng trong      |
| Nhật Bản | Vòng loại Cúp bóng đá châu Á 2011            | ĐTQG     | 1       | 1       | 0         | Vào vòng trong      |

| Đội tuyển quốc gia Nhật Bản | Đội tuyển quốc gia Nhật Bản | Đội tuyển quốc gia Nhật Bản |
| Năm                         | Số trận                     | Bàn thắng                   |
| --------------------------- | --------------------------- | --------------------------- |
| 2008                        | 2                           | 0                           |
| 2009                        | 8                           | 0                           |
| 2010                        | 1                           | 0                           |
| 2011                        | 1                           | 0                           |
| Tổng                        | 12                          | 0                           |

## Danh hiệu
Kashima Antlers
- J. League Division 1 (3): 2007, 2008, 2009
- Cúp Hoàng đế Nhật Bản (2): 2007, 2010
- J. League Cup (1): 2011
- Siêu cúp Nhật Bản (2): 2009, 2010
- Giải bóng đá vô địch Suruga Bank (1): 2012

Urawa Red Diamonds
- J. League Cup (1): 2016
- Giải bóng đá vô địch Suruga Bank (1): 2017
- Giải vô địch bóng đá các câu lạc bộ châu Á: (1) 2017

Cá nhân
- J.League Best XI (1): 2017